# Burak Tozkoparan
Burak Tozkoparan (* 14. November 1992 in Istanbul) ist ein türkischer Schauspieler und Schlagzeuger.

## Leben und Karriere
Tozkoparan wurde am 14. November 1992 in Istanbul geboren. Seine Familie stammt ursprünglich aus Rize. Am 2. April 2011 gewann er die Auszeichnung für den besten Schlagzeuger beim 14. Liselerarası Müzik Yarışması. Er studierte an der İstanbul Okan Üniversitesi. Sein Debüt gab er 2014 in der Fernsehserie Paramparça. 2016 bekam er eine Rolle in dem Film Hesapta Aşk. Zwischen 2021 und 2022 spielte er in der Serie Destan mit.

## Filmografie
Filme
- 2016: Hesapta Aşk
- 2019: Sesinde Aşk Var
- 2022: Mesti Aşk

Serien
- 2014–2017: Paramparça
- 2017–2018: Kırgın Çiçekler
- 2019: Tek Yürek
- 2020: Gençliğim Eyvah
- 2020–2021: Menajerimi Ara
- 2021–2022: Destan
- 2023–2024: Ateş Kuşları
- Seit 2024: Siyah Kalp

## Auszeichnungen
- 2011: 14. Liselerarası Müzik Yarışması in der Kategorie „Bester Instrumentalist (Schlagzeug)“[2]